# Ferran de Sanseverí d'Aragó
Ferran de Sanseverí d'Aragó (18 de gener de 1507 - 1568). III duc de Vilafermosa, IV príncep de Salern, XIV comte de Màrsico, III comte de Cortes.
Fill de Robert II de Sanseverí i Montefeltro i de Marina d'Aragó, tercera filla d'Alfons VI de Ribagorça. Es va casar amb Isabella Villamarina, filla de Bernardo comte de Capaccia
Heretà del seu pare els títols italians de Salern i Màrsico i del seu oncle matern Alfons II de Vilafermosa, el ducat de Vilafermosa i el comtat de Cortes.
Algunes fonts citen que fou desposseït dels seus títols per traïció i desterrat a França, on va morir.
1. ↑  Francisco de Mendoza y Bovadilla, El Tizón de la nobleza, Editorial La
Selecta-Biblioteca de Obras Raras, Barcelona. 
 també a la genealogia dels Sanseverí